# واتارو يامازاكي
واتارو يامازاكي (باليابانية: 山崎 渡) (مواليد 18 سبتمبر 1980)، هو لاعب كرة قدم ياباني سابق كان يلعب كلاعب وسط.

## وصلات خارجية
- واتارو يامازاكي على موقع رابطة كرة القدم اليابانية للمحترفين (اليابانية)
- واتارو يامازاكي على موقع Soccerway.com (الإنجليزية)